# Gjoa Haven
Gjoa Haven (Inuktitut: ᐅᖅᓱᖅᑑᖅ, Uqsuqtuuq, co oznacza „dużo tłuszczu”, odnosi się do obfitości ssaków morskich w pobliskich wodach) – inuicki przysiółek położony za kołem podbiegunowym na kanadyjskim terytorium Nunavut. Osada znajduje się około 1000 km na północny wschód od miasta Yellowknife i jest jedyną miejscowością na Wyspie Króla Williama. Nazwa została nadana przez polarnika Roalda Amundsena na cześć jego statku „Gjøa”.

## Historia
W 1903 roku Amundsen podjął się pierwszej próby pokonania przejścia północno-zachodniego, ale cieśnina przez którą podróżował zaczęła pokrywać się lodem. Gdy dotarł do południowo-wschodniego wybrzeża wyspy króla Jerzego w naturalnym porcie założył Gjoę, w której zamieszkał na blisko dwa lata. Określił to miejsce jako „najpiękniejszą małą przystań na świecie”. Podczas swojego pobytu spędził wiele czasu z miejscowymi Inuitami, którzy nauczyli go jak przetrwać w niesprzyjającym terenie i jak wydajniej podróżować. Ta wiedza pomogła mu później podczas wyprawy na biegun południowy. Badał ponadto półwysep Boothia, by zlokalizować dokładne położenie północnego bieguna magnetycznego.
Osada na stałe została zasiedlona w 1927 roku, gdy stała się jedną z placówek Kompanii Zatoki Hudsona. W 1961 r. liczba mieszkańców wyniosła 110, a czterdzieści lat później (2001) zwiększyła się do 960. Wzrost populacji spowodowany był tym, że wielu Inuitów przeniosło się ze swoich tradycyjnych obozów w pobliże osady, by mieć zapewnioną opiekę zdrowotną oraz szkołę. Podczas spisu ludności w 2011 r. liczba mieszkańców wyniosła 1279 osób, co w porównaniu z 2006 r. było wzrostem o 20,2 procent. W związku z takim rozwojem osady zbudowano w jej pobliżu lotnisko.